# Dimitrije Injac
Dimitrije Injac (Kikinda, 12 agosto 1980) è un ex calciatore serbo, di ruolo centrocampista.

## Carriera

### Club
Nel gennaio del 2007 si trasferisce al Lech Poznań dove firma un triennale. Segna l'ultimo gol con il Lech Poznań il 3 maggio 2011 nella vittoria ai calci di rigore in coppa contro il Legia Varsavia. Gioca l'ultima partita con il Lech Poznań il 6 maggio 2012 nel pareggio fuori casa a reti bianche contro il Widzew Łódź, dove viene anche ammonito.
Il 26 agosto 2012 si trasferisce al Polonia Varsavia. Debutta con i nuovi compagni il 31 agosto 2012 nella vittoria fuori casa per 1-3 contro il Wisła Cracovia.

### Nazionale
Debutta con la Nazionale il 9 febbraio 2011 nella vittoria fuori casa per 0-2 contro l'Israele, subentrando al 46' a Radosav Petrović.

## Statistiche

### Cronologia delle presenze e reti in nazionale
| Cronologia completa delle presenze e delle reti in nazionale ― Serbia | Cronologia completa delle presenze e delle reti in nazionale ― Serbia | Cronologia completa delle presenze e delle reti in nazionale ― Serbia | Cronologia completa delle presenze e delle reti in nazionale ― Serbia | Cronologia completa delle presenze e delle reti in nazionale ― Serbia | Cronologia completa delle presenze e delle reti in nazionale ― Serbia | Cronologia completa delle presenze e delle reti in nazionale ― Serbia | Cronologia completa delle presenze e delle reti in nazionale ― Serbia |
| Data                                                                  | Città                                                                 | In casa                                                               | Risultato                                                             | Ospiti                                                                | Competizione                                                          | Reti                                                                  | Note                                                                  |
| --------------------------------------------------------------------- | --------------------------------------------------------------------- | --------------------------------------------------------------------- | --------------------------------------------------------------------- | --------------------------------------------------------------------- | --------------------------------------------------------------------- | --------------------------------------------------------------------- | --------------------------------------------------------------------- |
| 9-2-2011                                                              | Tel Aviv                                                              | Israele                                                               | 0 – 2                                                                 | Serbia                                                                | Amichevole                                                            | -                                                                     |                                                                       |
| Totale                                                                |                                                                       | Presenze                                                              | 1                                                                     |                                                                       | Reti                                                                  | 0                                                                     |                                                                       |

## Palmarès

### Club

#### Competizioni nazionali
- Coppa Republika Srpska: 1

Slavija: 2006
- Coppa di Polonia: 1

Lech Poznań: 2008-2009
- Supercoppa di Polonia: 1

Lech Poznań: 2009
- Campionato polacco: 1

Lech Poznań: 2009-2010